# ماریام دیگوز
ماریام دیگوز (انگلیسی: Míriam Diéguez؛ زادهٔ ۴ مهٔ ۱۹۸۶) بازیکن فوتبال اهل اسپانیا است.
از باشگاه‌هایی که در آن بازی کرده‌است می‌توان به باشگاه فوتبال زنان بارسلونا اشاره کرد.
وی همچنین در تیم‌های ملی فوتبال زنان اسپانیا و Catalonia women's national football team بازی کرده‌است.